# Droga wojewódzka 679
Die Droga wojewódzka 679 (DW 679) ist eine 30 Kilometer lange Droga wojewódzka (Woiwodschaftsstraße) in der polnischen Woiwodschaft Podlachien, die die Sokółka und Krynki verbindet. Die Strecke liegt in der Kreisfreien Stadt Łomża, im Powiat Łomżyński und im Powiat Zambrowski.

## Streckenverlauf
Woiwodschaft Podlachien, Kreisfreie Stadt Łomża
-  Łomża (Lomscha) (DK 61, DK 63, DW 645, DW 677)

Woiwodschaft Podlachien, Powiat Łomżyński
-  Podgórze (DK 63)
- Gać

Woiwodschaft Podlachien, Powiat Zambrowski
- Rutki-Kossaki
-  Mężenin (S 8, DK 8)